# Praeparafusulina
Praeparafusulina es un género de foraminífero bentónico de la subfamilia Pseudoschwagerinae, de la familia Schwagerinidae, de la superfamilia Fusulinoidea, del suborden Fusulinina y del orden Fusulinida. Su especie tipo es Parafusulina pseudojaponica. Su rango cronoestratigráfico abarca desde el Sakmariense hasta el Artinskiense (Pérmico inferior).

## Discusión
Clasificaciones más recientes incluyen Praeparafusulina en la superfamilia Schwagerinoidea, y en la subclase Fusulinana de la clase Fusulinata.

## Clasificación
Praeparafusulina incluye a la siguiente especie:
- Praeparafusulina pseudojaponica †